# معركة بوسوورث

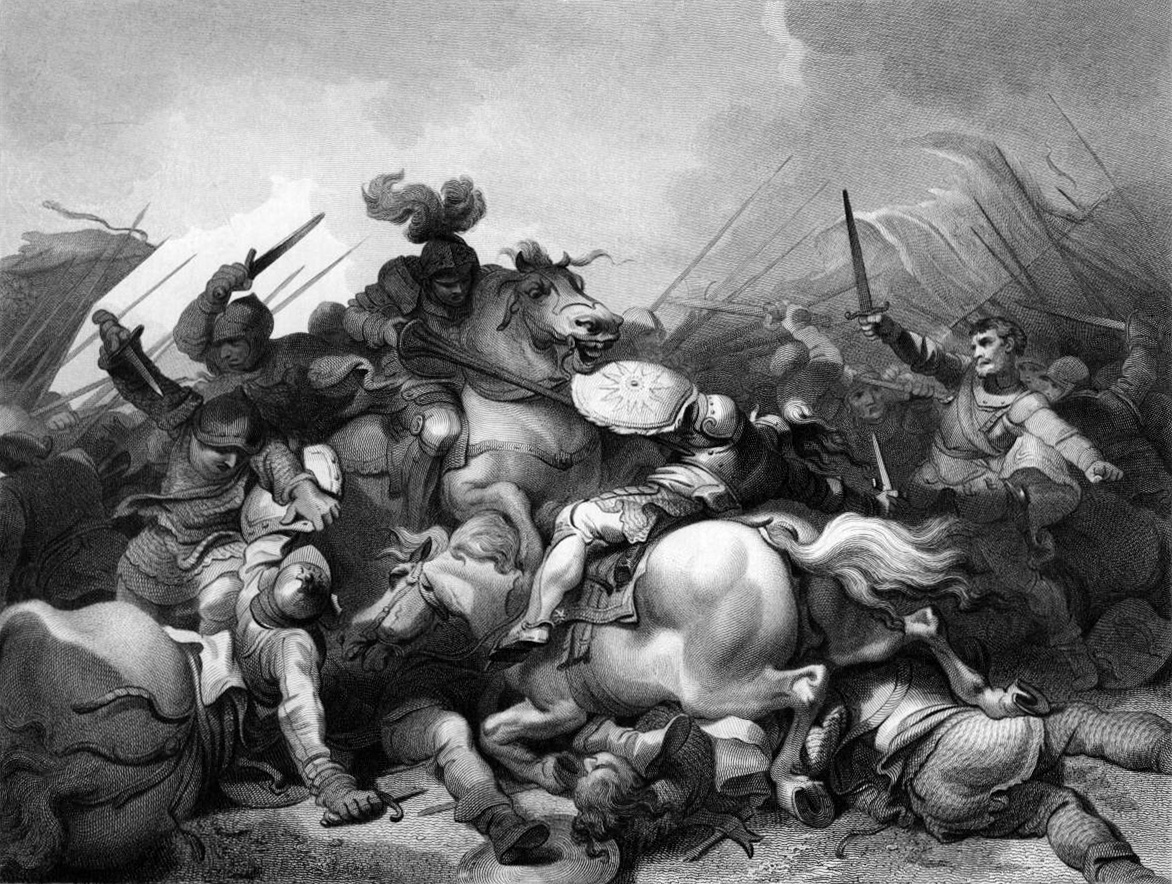

كانت معركة بوسوورث  المعركة قبل الأخيرة في حرب الوردتين التي اندلعت في جميع أنحاء إنجلترا في النصف الأخير من القرن الخامس عشر في إطار الصراع على عرش إنجلترا. دارت المعركة في 22 أغسطس 1485، وانتهت بانتصار أسرة لانكستر بقيادة هنري تيودور الذي أصبح أول ملوك أسرة تيودور. وقد قتل في المعركة ريتشارد الثالث آخر ملوك أسرة يورك.
بدأ عهد ريتشارد في عام 1483، عندما اغتصب عرش الملك الطفل إدوارد الخامس، الذي اختفى هو وشقيقه الأصغر. واجهت ريتشارد المزيد من الشائعات حول تورطه في وفاة زوجته، كما طالب هنري تيودور سليل أسرة لانكستر بالعرش. وصل هنري في 1 أغسطس 1485، إلى الساحل الجنوبي الغربي من ويلز، وسار نحو لندن. أسرع ريتشارد بحشد قواته، لتعترض جيش هنري في سوق بلدة بوسوورث في ليسترشير. تحرك اللورد توماس ستانلي والسير ويليام ستانلي بقواتهما إلى ساحة المعركة، لكنهما انتظرا حتى يقررا الجانب الذي سينضمان إليه.
قسّم ريتشارد جيشه الذي فاق جيش هنري عددًا، إلى ثلاث مجموعات. عين جون هوارد دوق نورفولك قائدًا لإحدى تلك المجموعات وبيرسي هنري إيرل نورثمبرلاند قائدًا لمجموعة أخرى، وأبقى هنري معظم قواته معه ووضعها تحت قيادة جون دي فير إيرل أكسفورد. مع بداية المعركة، بدا تفوق قوات هنري، مما جعل الأخوين ستانلي يتقدما لدعم قوات هنري، مما جعل هزيمة قوات ريتشارد كارثية، وقُتل ريتشارد في المعركة. وبعد المعركة، تُوّج هنري ملكًا.